# Franco Israel
Franco Israel Wibmer (Nueva Helvecia, 22 de abril de 2000) é um futebolista uruguaio que atua como goleiro. Atualmente joga pelo Torino e pela Seleção Uruguaia.

## Carreira

### Início
Natural de Nueva Helvecia, Israel em sua juventude jogava tanto basquete como futebol, atuando pelo Club Atlético Plaza de Basquete e na escolinha do Club Lucerna, onde começou com nove anos. Porém, optou por seguir no futebol devido aos dias dos dois esportes passarem a coincidir-se aos domingos. Com isso passou para a atuar no Club Artesano e por último ao Nacional, onde foi chamado para um teste no clube em Montevidéu no dia 20 de dezembro de 2015 e passou.

### Nacional
Faturou bastante títulos como a Libertadores Sub-20 de 2018 sob Independiente por 2–1 em janeiro, partida que foi titular. Após o título, no ano seguinte foi integrado aos profissionais para pré-temporada e integrado como terceiro goleiro da equipe para disputar a Copa Sul-Americana. Mas não chegou a atuar pelo albos, transferindo em agosto do mesmo ano para a Juventus.

### Juventus
Foi anunciado como reforço da Juventus em 23 de agosto de 2018 assinando até 2023, pelo valor de 1,8 milhões de euros com bônus que poderiam ascender o valor para 2,2 milhões de euros caso batesse metas de atuações em partidas pelo clube italiano.
Primeiramente foi integrado ao sub-19 da equipe italiana e depois ao Sub-23. Suas atuações seguras lhe renderam a alcunha de "novo Buffon" no clube e Franco passou a ser o terceiro goleiro da equipe principal na temporada 2019–20. Alternando entre o Sub-23 e a principal, em 2021, ano em que era inclusive cotado para uma naturalização Itália para defender a Seleção Italiana Olímpica, acabou sofrendo uma no osso em uma e ficando alguns meses parado. Sua estadia na Juve durou até julho de 2022 sem ter atuação em nenhuma partida pelo time principal, apenas nos Sub-19 e 23.

### Sporting
Em 5 julho de 2022 foi anunciado como novo reforço do Sporting e assinou contrato até 2027. Os valores não foram divulgados, mas a mídia divulgou que a Juventus vendeu 50% de seus direitos.
Estreou-se pelo Sporting no dia 4 de outubro de 2022, numa partida contra o Marselha, para a Liga dos Campeões, após a expulsão do guarda-redes principal, Antonio Adan.  O seu primeiro jogo a titular foi a 12 de outubro, novamente contra o Marselha. 
Em março de 2024, assumiu a titularidade devido à lesão de António Adán, realizando nessa época 23 jogos e conquistando o campeonato nacional.  Contudo, não conseguiu jogar os últimos encontros da época, porque teve de ser operado ao joelho. 
Na época 2024/25, começou como suplente do recém-chegado Vladan Kovacevic, mas o guarda-redes não convenceu fazendo com que Franco assumi-se várias as vezes a titularidade. A instabilidade na baliza leonina durou até à chegada de Rui Silva, vindo no mercado de inverno, que assumiu o papel principal, ficando Franco como segundo guarda-redes.  Nessa época ajudou a conquistar a dobradinha.
Depois de três temporadas ao serviço do Sporting, Franco Israel assinou contrato com o Torino FC, num negócio a rondar os 5 milhões de euros. Realizou 53 jogos entre 2022/2023 e 2024/2025, conquistando duas Ligas (2023/2024 e 2024/2025) e uma Taça de Portugal (2024/2025). 

## Seleção Uruguaia

### Sub-17 e Sub-20
Acumulou participações pelas categorias de base da Celeste, atuando nos Sul-Americanos Sub-17 e Sub-20 como reserva e da Copa do Mundo Sub-20 sendo titular, ambas em 2019. Franco também fez do elenco que ganhou prata nos Jogos Pan-Americanos de 2019, sendo titular na final perdida por 2–0 ante o Chile.

### Principal
Foi um dos convocados na primeira convocação de Marcelo Bielsa como treinador do Uruguai, em 3 de junho, para dois amistosos da data FIFA, contra Nicarágua e Cuba, nos dias 14 e 20 do mesmo mês, respectivamente. Essa foi a primeira convocação de Franco para a Seleção Principal. Fez sua estreia pela Seleção Uruguaia Principal contra a Nicarágua, uma goleada por 4–1.

## Títulos

### Nacional
- Copa Libertadores Sub-20: 2018

### Sporting
- Primeira Liga: 2023–24, 2024–25[21]
- Taça de Portugal: 2024–25[22]

### Seleção Uruguaia

#### Sub-20
- Medalha de prata nos Jogos Sul-Americanos de 2018